# Gmina Älvdalen
Gmina Älvdalen (szw. Älvdalens kommun) – gmina w Szwecji, w regionie Dalarna, siedzibą jej władz jest Älvdalen.
Pod względem zaludnienia Älvdalen jest 247. gminą w Szwecji. Zamieszkuje ją 7515 osób, z czego 49,16% to kobiety (3694) i 50,84% to mężczyźni (3821). W gminie zameldowanych jest 126 cudzoziemców. Na każdy kilometr kwadratowy przypada 1,09 mieszkańca. Pod względem wielkości gmina zajmuje 12. miejsce.